# 다닐라 코즐롭스키
다닐라 발레리예비치 코즐롭스키(러시아어: Данила Валерьевич Козловский, 1985년 5월 3일 ~ )는 러시아의 배우이다.

## 출연 작품
- 파이널 크루: 칸우 탈출작전
- 마틸다: 황제의 연인 - 브론초프 역
- 도블라토프
- 체르노빌 1986 - 알렉세이 카르푸신 역 (감독, 주연)